# Chinamada-Zistrose
Die Chinamada-Zistrose (Cistus chinamadensis Bañares & P.Romero)  ist eine nicht monophyletische  Pflanzenart aus der Gattung der Zistrosen (Cistus) in der Familie der Zistrosengewächse (Cistaceae). Die drei endemischen Populationen dieser bisher als eine Art beschrieben Zistrose werden in der Roten Liste gefährdeter Arten als gefährdet eingestuft, da sie nur in kleinen isolierten Habitaten vorkommen und vielen Bedrohungen ausgesetzt sind. Die spanischen Namen der Nominalart sind Amagante de Chinamada oder Jara de Chinamada. Benannt ist sie nach dem Dorf Chinamada im Anaga-Gebirge auf Teneriffa.

## Merkmale
Der immergrüne, schwach aromatisch riechende, dichte Halbstrauch erreicht Wuchshöhen von 25 bis 70 cm. Die oberen Zweige haben eine dichte samtige Hülle aus feinen Haaren (Indumentum), beige bis cremefarben. Die holzigen Stängel haben eine dunkelbraune Rinde, die leicht ausfranst und abstreift.
Die gegenständig angeordneten Laubblätter sind hellgrün (bei subsp. gomerae) oder graugrün (bei subsp. chinamadensis), etwa 4,5–8,5 cm lang und 2,3–3 cm breit. Die Blätter haben drei markante Adern. Die Blattpaare sind an der Basis durch eine 1 cm lange Blattscheide miteinander verbunden, deren Außenseite gefurcht und deren Innenseite mit Haaren bedeckt ist (ebenso wie die Außenseite in subsp. gomerae). Die ganzrandigen Blätter sind kurz gestielt, spitz bis rundspitzig und von elliptischer bis eiförmiger Form. Der kurz Blattstiel ist rinnig. Die Blätter sind mehr oder weniger rau und behaart bis seltener glatt.
Die zwittrigen, fünfzähligen und gestielten Blüten mit doppelter Blütenhülle sind in lockeren, wenig verzweigten Zymen angeordnet, mit 4–8 Blüten zu jedem Blütenstand. Die fein behaarten Kelchblätter haben eine kurze, bis 3–6 mm lange Granne an der Spitze und sind ungleich. Zwei kleinere äußere Kelchblätter sind etwa 7–9 mm  lang und 3–4 mm breit. Drei innere Kelchblätter sind wesentlich größer, etwa 12–15 mm lang und 9–12 mm breit. Die verkehrt-herzförmigen Blütenblätter sind rosa mit gelblichem Grund, mehr oder weniger abgerundet, etwa 2,5 cm lang und breit. Die vielen kurzen, gelben Staubblätter sind etwas kürzer als die Kelchblätter. Der oberständige, meist behaarte Fruchtknoten ist 4–5 mm lang und gekrönt von einem Griffel von etwa 9–12 mm Länge. In ihrem natürlichen Lebensraum blüht C. chinamadenis im Mai und produziert von Juni bis Juli Samen.
Die holzige, vielsamige, behaarte und lokulizidale Kapselfrucht mit beständigem Kelch ist eiförmig und fünfklappig. Die harten, kantigen Samen sind 1–2 mm groß.
Die Chromosomenzahl beträgt 2n = 18.

## Systematik und Unterarten
Die Art gehört in die Klade der pink-rosa blühenden Zistrosen (Cistus) und deren Sektion Macrostylia, die alle endemisch auf den kanarischen Inseln heimisch sind. Einige Analysen trennten Cistus chinamadensis subsp. ombriosus  von den beiden anderen Unterarten.
In der Sektion Macrostyllia (die kanarischen Arten der rötlichen Klade) sind außer der Chinamada-Zistrose (Cistus chinamadensis) noch die Tamadaba-Zistrose (Cistus ocreatus), die Haarige Zistrose (Cistus horrens), die Osbeckienblättrige Zistrose (Cistus osbeckiifolius), die Beinwellblättrige Zistrose (Cistus symphytifolius) und Cistus asper sowie die La Palma-Zistrose (Cistus palmensis) vertreten.
Die Art wurde erstmals 1991 von Ángel Bañares Baudet und Pedro Romero Manrique beschrieben. Sie wurde zuerst am Roque de los Pinos in der Nähe des Dorfes Chinamada in der Region Anaga auf Teneriffa gefunden.
Die Chinamada-Zistrose (Cistus chinamadensis Bañares & P.Romero) wird derzeit in drei Unterarten unterteilt, neuere molekulargenetische Forschungsergebnisse widersprechen jedoch dieser These, da die rötlich-blühenden kanarischen Arten in drei Hauptkladen unterteilt werden, von denen zwar die Nominalart und die auf El Hierro beheimate Unterart aus der gleichen Klade entstammen, die erstere aber näher mit der osbeckienblättrigen Nominalart Cistus osbeckiifolius osbeckiifolius und zweitere näher mit Cistus asper verwandt ist:
- Chinamada-Zistrose von Teneriffa (Cistus chinamadensis subsp. chinamadensis), der spanische Name ist Amagante de Chinamada
- Chinamada-Zistrose von La Gomera (Cistus chinamadensis subsp. gomerae Bañares & P.Romero), der spanische Name ist Amagante gomero (diese Unterart ist in einer anderen Klade als die beiden anderen Unterarten !)
- Chinamada-Zistrose von El Hierro (Cistus chinamadensis subsp. ombriosus Demoly & M.Marrero), der spanische Name ist Amagante herreño (Diese Bezeichnung wird auch für die ebenfalls auf El Hierro heimische Cistus asper verwendet!)[2]

## Verbreitung und Standorte
Die Chinamada-Zistrose ist eine endemische  Pflanze, die in drei Unterarten auf den Kanareninseln Teneriffa, La Gomera und El Hierro heimisch ist. C. chinamadensis subsp. chinamadensis wächst im Norden Teneriffas an drei Standorten in der Region Anaga in Höhenlagen von etwa 400–700 m, C. chinamadensis subsp. gomerae in einem natürlichen Habitat (Roque Agando) und in zusätzlich angesiedelten Habitaten auf La Gomera auf etwa 900–1.300 m  und C. chinamadensis subsp. ombriosus in einem Habitat (Montana de Masilba) auf El Hierro auf 1.250 m.